# Бесцветный Цкуру Тадзаки и годы его странствий
«Бесцветный Цкуру Тадзаки и годы его странствий» (яп. 色彩を持たない多崎つくると、彼の巡礼の年 Сикисай о мотанай тадзаки цукуру то, карэ но дзюнрэй но тоси) — тринадцатый роман японского писателя Харуки Мураками. Вышел 12 апреля 2013 в Японии, где разошёлся тиражом в 1 миллион экземпляров за первый месяц и стал самой продаваемой книгой Японии в 2013 году.

## История публикаций
16 февраля 2013 издательство «Бунгэйсюндзю» объявило о грядущем выходе нового романа Харуки Мураками в апреле того же года. 15 марта было раскрыто название — «Бесцветный Цкуру Тадзаки и годы его странствий» и точная дата выхода — 12 апреля.
За первые одиннадцать дней объём заказов на Amazon.co.jp достиг 10 тысяч. Роман стал самой быстропродаваемой книгой на сайте — на день раньше, чем понадобилось предыдущему роману писателя, 1Q84. Издатель подготовил 300 000 книг в твёрдом переплёте — больше, чем когда-либо за всю историю компании.
Очереди у токийских магазинов, начинавших продажи в полночь на 12 апреля, достигали 150 человек. К концу первого дня продаж издательство заявило, что допечатывает ещё 100 тыс. книг.

### Переводы
| Язык                   | Название на языке перевода                                  | Переводчик                 | Дата выхода      | Издательство            |
| ---------------------- | ----------------------------------------------------------- | -------------------------- | ---------------- | ----------------------- |
| Английский             | Colorless Tsukuru Tazaki and His Years of Pilgrimage        | Филипп Гэбриэл             | 12 августа 2014  | Knopf                   |
| Французский            | L’Incolore Tsukuru Tazaki et ses années de pèlerinage       | Элен Морита                | 4 сентября 2014  | Belfond                 |
| Немецкий               | Die Pilgerjahre des farblosen Herrn Tazaki                  | Урзула Грефе               | 10 января 2014   | DuMont Buchverlag Gmbh  |
| Итальянский            | L’incolore Tazaki Tsukuru e i suoi anni di pellegrinaggio   | Антоньетта Пасторе         | май 2014         | Einaudi                 |
| Испанский              | Los años de peregrinación del chico sin color               | Габриэль Альварес Мартинес | октябрь 2013     | Tusquest Editores, S.A  |
| Каталанский            | El noi sense color i els seus anys de pelegrinatge          | Жорди Мас Лопе             | 2013 год         | Edicions Empúries       |
| Португальский          | A Peregrinação do Rapaz Sem Cor                             | Мария Жуан Лоренсу         | сентябрь 2014    | Casa das Letras         |
| Бразильский            | O Incolor Tsukuru Tazaki e Seus Anos de Peregrinação        | Эунисе Суэнага             | 1 ноября 2014    | Alfaguara               |
| Нидерландский          | De kleurloze Tsukuru Tazaki en zijn pelgrimsjaren           | Якобус Николас Вестерховен | 9 января 2014    | Atlas-Contact           |
| Шведский               | Den färglöse herr Tazaki                                    | Эйко Дуке, Юкико Дуке      | 19 сентября 2014 | Norstedts               |
| Финский                | Värittömän miehen vaellusvuodet                             | Райса Поррасмаа            | сентябрь 2014    | Tammi                   |
| Польский               | Bezbarwny Tsukuru Tazaki i lata jego pielgrzymstwa          | Анна Зелиньска-Эльльётт    | 6 ноября 2013    | Muza                    |
| Чешский                | Bezbarvý Cukuru Tazaki a jeho léta putování                 | Томаш Юркович              | март 2015        | Odeon                   |
| Украинский             | Безбарвний Цкуру Тадзакі та роки його прощі                 | Ореста Забуранна           | 2017 год         | Клуб Сімейного Дозвілля |
| Венгерский             | A színtelen Tazaki Cukuru és zarándokévei                   | Надь Анита                 | 2013 год         | Geopen Könyvkiadó       |
| Румынский              | Tsukuru Tazaki cel fără de culoare și anii săi de pelerinaj | Флорин Оприна              | 2013 год         | Polirom                 |
| Сербский               | Bezbojni Cukuru Tazaki i njegove godine hodočašća           | Наташа Томич               | 2013 год         | Geopoetika              |
| Словенский             | Brezbarvni Tsukuru Tazaki in njegova leta romanja           | Александр Мермал           | 2015 год         | Mladinska knjiga        |
| Традиционный китайский | 沒有色彩的多崎作和他的巡禮之年                              | Лай Мин Чжу                | сентябрь 2013    | Шибао Вэньхуа           |
| Упрощённый китайский   | 沒有色彩的多崎作和他的巡禮之年                              | Ши Сяовэй                  | октябрь 2013     | Наньхай чубань гунсы    |
| Корейский              | 색채가 없는 다자키 쓰쿠루와 그가 순례를 떠난 해             | Ян Оккван                  | 1 июля 2013      | Минымса                 |
| Литовский              | Bespalvis Cukuru Tadzakis ir jo klajonių metai              | Юргита Полонскайте         | 2014 год         | Baltos Lankos           |
| Русский                | Бесцветный Цкуру Тадзаки и годы его странствий              | Дмитрий Коваленин          | 2015 год         | Эксмо                   |

### Русское издание
На русский язык книгу перевёл Дмитрий Коваленин. Роман вышел в издательстве «Эксмо» 17 апреля 2015 года тиражом 45 000 экземпляров. Русский «Форбс» признал книгу самой ожидаемой среди новинок 2015 года

## Содержание
«Цкуру Тадзаки» — это роман воспитания с элементами магического реализма о прошлом и настоящем мужчины, который пытается разобраться, почему его жизнь была пущена под откос 16 лет назад.
В начале 1990-х живший в Нагое молодой Цкуру был страстным поклонником железнодорожных вокзалов. Цкуру был одним из пятерки неразлучных друзей, в которую ещё входили два мальчика и две девочки, — каждый из которых, кроме Цкуру, имел «цветное» имя. Но однажды в 1995 году, во время своего второго года обучения в Токийском университете, его друзья резко оборвали все отношения с ним. Причём сделали это безо всяких объяснений, заставив юношу сомневаться в себе как пустом бесцветном человеке. Кроме того, вскоре исчезает и его университетский друг, что заставило Цкуру считать себя обречённым на одиночество.
Прошло 16 лет. Живущий в Токио 36-летний инженер Тадзаки работает на железнодорожную компанию и строит станции. Его новая подруга Сара́ надоумила его попытаться найти своих школьных друзей и выяснить, почему они отвергли его. В поисках своих старых друзей он отправляется в Нагою, а затем — в Финляндию.
Рефреном через весь роман проходит композиция Ференца Листа «Лё маль дю пэи́» (фр. «Le mal du pays»), что переводится как «ностальгия», «меланхолия», «неизъяснимая тоска, охватывающая сердце в чистом поле». Знакомит Цкуру с этим произведением, в исполнении Лазаря Бермана, его университетский друг Хайда, хотя ещё в школьные годы эту мелодию играла на пианино Белая.
Российские критики нашли значительное сходство книги с романом Кафки «Процесс», главный герой которого осуждён неведомыми силами за преступление, которого не совершал.

## Персонажи

### Главные герои
- Цкуру Тадзаки (яп. 多崎つくる) [Фамилию Та-дза́ки можно перевести как «скопление утесов». Имя Ц(у)ку́ру — фонетический омоним глагола «делать, создавать, производить»] — главный герой романа, 36-летний инженер, проектирующий железнодорожные станции;
- Кэй Акама́цу (яп. 赤松 慶) [буквальное значение иероглифов «ака-мацу» — «красная сосна»] — школьный друг Цкуру по прозвищу «Ака», то есть «Красный». Был отличником в школе. Повзрослев, стал вести семинары для сотрудников крупных компаний в Нагое;
- Ёсио Оу́ми (яп. 青海 悦夫) [буквальное значение иероглифов «о-уми», или «ао-уми» — «синее море»] — школьный друг Цкуру по прозвищу «Ао», то есть «Синий». В молодости увлекался спортом. Работает в центре продаж автомобилей «Лексус»;
- Юдзуки Сиранэ́ (яп. 白根 柚木) [буквальное значение иероглифов «сира-нэ» — «белый корень»] — школьная подруга Цкуру по прозвищу «Сиро», то есть «Белая». Солгала, обвинив Цкуру в изнасиловании. Выучилась на учителя фортепиано и жила в Хамамацу, пока не была задушена при таинственных обстоятельствах.
- Эри Куро́но (яп. 黒埜 恵里) [буквальное значение иероглифов «куро-но» — «чёрная пустошь»] — школьная подруга Цкуру по прозвищу «Куро», то есть «Чёрная». В школьные годы была безответно влюблена в Цкуру. Вышла замуж за финна, взяв фамилию мужа, Хаатайнен (яп. ハアタイネン). Воспитывает двух дочерей.
- Сара́ Кимо́то (яп. 木元 沙羅) — девушка Цкуру. Работает в турфирме, живёт в Токио. На два года старше его.
- Фумиа́ки Ха́йда (яп. 灰田 文紹) [буквальное значение иероглифов «хай-да» — «серое поле»] — университетский друг Цкуру, на два года его моложе. Великолепно умел готовить. Внезапно бросил учёбу и исчез при таинственных обстоятельствах.

### Второстепенные персонажи
- Отец Хайды — работал университетским профессором. В конце 1960-х, во время студенческих бунтов в Японии, он взял академический отпуск и стал бродяжничать. Работая в одном из горных онсэнов, он встретил человека по имени Мидорикава, который поведал ему необыкновенную историю;
- Мидорика́ва (яп. 緑川, зелёная река) — талантливый джазовый пианист из Токио, «мужчина лет сорока пяти, долговязый, короткие волосы, высокий лоб»;
- Начальник станции — знакомый Цкуру, поведавший ему несколько историй из жизни метро;
- Сакамото — новичок на работе Цкуру. Окончил инженерный факультет университета Васэда. Молчалив, неулыбчив, длиннолиц. По мнению Цкуру, из него выйдет талантливый инженер.
- Ольга — подруга Сары, сотрудница хельсинкского туристического агентства, которая помогла Цкуру сориентироваться в новой стране;
- Эдварт Хаатайнен — муж Чёрной. Зарабатывает на жизнь гончарным делом. У него своя дача на берегу озера под городом Хямеэнлинна, к северу от Хельсинки, там он отдыхает с семьёй каждое лето.
- Дочери Чёрной — по 3 и 6 лет; старшая носит имя Юдзу, в память о Белой.

## Отзывы и критика
Галина Юзефович: «Если вы читали хотя бы один роман Мураками, то не удивитесь, узнав, что расследование при ближайшем рассмотрении обернётся миражом. Сюжетные линии, казавшиеся важными и многозначительными, оборвутся и повиснут в воздухе, а главная интрига попросту уйдёт в песок без намека на разгадку. Сознательно нарушая каноны жанра, загадывая загадки — и не предлагая на них ответов, писатель вовсе не обманывает своего читателя, но, напротив, полностью оправдывает его ожидания.»